# Horvát női kézilabda-bajnokság (első osztály)
A HRL (teljes nevén Hrvatski Rukometna Liga) a legmagasabb osztályú horvát női kézilabda-bajnokság. A bajnokságot 1992 óta rendezik meg. Jelenleg tizennégy csapat játszik a bajnokságban, a legeredményesebb klub, egyben a címvédő a Podravka Koprivnica.

## Kispályás bajnokságok
| Év   | 1. hely                                           | 2. hely                                           | 3. hely                                           |
| ---- | ------------------------------------------------- | ------------------------------------------------- | ------------------------------------------------- |
| 1992 | Lokomotiva Zagreb                                 | ŽRK Split                                         | Podravka Koprivnica                               |
| 1993 | Podravka Koprivnica                               | Lokomotiva Zagreb                                 | Zamet Rijeka                                      |
| 1994 | Podravka Koprivnica                               | Lokomotiva Zagreb                                 | Zamet Rijeka                                      |
| 1995 | Podravka Koprivnica                               | Lokomotiva Zagreb                                 | Graničar Đurđevac                                 |
| 1996 | Podravka Koprivnica                               | Graničar Đurđevac                                 | Lokomotiva Zagreb                                 |
| 1997 | Podravka Koprivnica                               | Lokomotiva Zagreb                                 | Graničar Đurđevac                                 |
| 1998 | Podravka Koprivnica                               | Lokomotiva Zagreb                                 | ŽRK Osijek                                        |
| 1999 | Podravka Koprivnica                               | Lokomotiva Zagreb                                 | ŽRK Split                                         |
| 2000 | Podravka Koprivnica                               | ŽRK Osijek                                        | Lokomotiva Zagreb                                 |
| 2001 | Podravka Koprivnica                               | ŽRK Split                                         | Zvečevo Požega                                    |
| 2002 | Podravka Koprivnica                               | Lokomotiva Zagreb                                 | ŽRK Osijek                                        |
| 2003 | Podravka Koprivnica                               | Lokomotiva Zagreb                                 | RK Vranjic                                        |
| 2004 | Lokomotiva Zagreb                                 | Podravka Koprivnica                               | RK Vranjic                                        |
| 2005 | Podravka Koprivnica                               | ŽRK Virovitica                                    | Lokomotiva Zagreb                                 |
| 2006 | Podravka Koprivnica                               | Lokomotiva Zagreb                                 | ŽRK Virovitica                                    |
| 2007 | Podravka Koprivnica                               | Lokomotiva Zagreb                                 | ŽRK Trogir                                        |
| 2008 | Podravka Koprivnica                               | Lokomotiva Zagreb                                 | Trešnjevka Zagreb                                 |
| 2009 | Podravka Koprivnica                               | Lokomotiva Zagreb                                 | ŽRK Trogir                                        |
| 2010 | Podravka Koprivnica                               | Lokomotiva Zagreb                                 | Arena Pula                                        |
| 2011 | Podravka Koprivnica                               | Trešnjevka Zagreb                                 | Lokomotiva Zagreb                                 |
| 2012 | Podravka Koprivnica                               | Lokomotiva Zagreb                                 | RK Sesvete                                        |
| 2013 | Podravka Koprivnica                               | Lokomotiva Zagreb                                 | ŽRK Samobor                                       |
| 2014 | Lokomotiva Zagreb                                 | Podravka Koprivnica                               | Trešnjevka Zagreb                                 |
| 2015 | Podravka Koprivnica                               | Zamet Rijeka                                      | RK Zelina                                         |
| 2016 | Podravka Koprivnica                               | Lokomotiva Zagreb                                 | RK Sesvete                                        |
| 2017 | Podravka Koprivnica                               | Lokomotiva Zagreb                                 | Koka Varaždin                                     |
| 2018 | Podravka Koprivnica                               | Lokomotiva Zagreb                                 | Koka Varaždin                                     |
| 2019 | Podravka Koprivnica                               | Lokomotiva Zagreb                                 | ŽRK Bjelovar                                      |
| 2020 | A koronavírus-járvány miatt nem avattak bajnokot. | A koronavírus-járvány miatt nem avattak bajnokot. | A koronavírus-járvány miatt nem avattak bajnokot. |
| 2021 | Podravka Koprivnica                               | Lokomotiva Zagreb                                 | ŽRK Umag                                          |
| 2022 | Lokomotiva Zagreb                                 | Podravka Koprivnica                               | ŽRK Bjelovar                                      |
| 2023 | Lokomotiva Zagreb                                 | Podravka Koprivnica                               | ŽRK Bjelovar                                      |
| 2024 | Podravka Koprivnica                               | Lokomotiva Zagreb                                 | Zrinski Čakovec                                   |
| 2025 | Podravka Koprivnica                               | Lokomotiva Zagreb                                 | Dalmatinka Ploče                                  |

## Lásd még
- Horvát férfi kézilabda-bajnokság (első osztály)
- Jugoszláv női kézilabda-bajnokság (első osztály)